# БОВ (оклопни транспортер)
Борбено оклопно возило (БОВ) је фамилија лако оклопних возила/аутомобила коју је развила и производила за потребе Југословенске народне армије фабрика камиона ТАМ у Марибору 1980-тих.

## Развој
Фабрика камиона ТАМ у Марибору добила је задатак да развије оклопно возило које ће бити базирано на постојећем војном камиону ТАМ 110 погонске групе 4x4. На шасији стандардног војног камиона ТАМ 110, који се производио за потребе ЈНА, конструисано је оклопно тело новог борбеног возила. Прво је конструисано самоходно противоклопно возило ПО БОВ-1, а потом и самоходно противавионско возило ПА БОВ-3. Након успешно обављеног посла конструисан је такође самоходни ПА топ од 30mm БОВ-30, који није усвојен у наоружање. Следећи корак, који је био много успешнији, био је развој оклопног аутомобила, са измењеним телом, БОВ М-86 који је настао за потребе војне полиције и савезне милиције. Осим тога, конструисана је и санитетска верзија оклопног аутомобила БОВ-Сн, али се није нашла у серијској производњи. На овим возилима током службовања у ЈНА нису вршене модификације, осим појединих полицијских БОВ М-86, на којима су због заштите митраљесца уграђене веће туреле.

## БОВ-1 М-83
У фабрици ТАМ започео је развој БОВ-1 1978. године, а две године касније израђена су два прототипа. Након успешног завршених испитивања уведени су у наоружање 1983. године под ознаком Противоклопно лансирно оруђе - ПОЛО М-83. Први пут је приказан на војној вежби „Јединство 83". БОВ има погон на сва четири точка, оклоп од челика до 15 mm дебљине. Користи мотор Дајц F6L413 150 КС. На возило је монтирано лансирно оруђе са 6 противоклопних ракета 9K11 Маљутка. Лансирно оруђе за противоклопне ракете производила је фабрика ФАМОС из Храснице. Опремљен је са димним гранатама на бочним странама возила. Посада је двочлана возач и оператер. М-83 налазио се у саставу пре свега моторизованих бригада ЈНА. На почетку 21. века М-83 се због ниске оклопне и противминске заштите, као и због противоклопне вођене ракете 2. генерације „Маљутка" сматра застарелим. Након распада СФРЈ, ПОЛО М-83 се нашао у свим новим војскама.

## БОВ-3
У фабрици ТАМ започео је развој БОВ-3 1979. године, а на лето следеће године израђен је први прототип. Након успешно завршених испитивања „нулта серија" израђена је 1985. године под ознаком БОВ-3. БОВ има погон на сва четири точка, оклоп од челика дебљине до 15 mm. Користи мотор Дајц F6L413 150 КС. На возило је монтирана отворена купола са уграђеним противавионским троцевним топом М-55A4Б1 калибра 20mm. Топ је производила фабрика Црвена Застава из Крагујевца. БОВ се налазио у саставу пре свега мешовитих ПВО дивизиона моторизованих бригада, али и артиљеријско ракетним ПВО бригадама копнене војске ЈНА. На почетку 21. века БОВ-3 се због ниске оклопне и противминске заштите, као и због противавионског топа од 20 mm сматра застарелим. Након распада СФРЈ, БОВ-3 се нашао у свим новим војскама.

## БОВ М-86
Конструкциони биро ТАМ-а развио је оклопно возило за потребе милиције СР Словеније. Након приказа на показној вежби средином осамдесетих година 20. века привукао је пажњу војног врха, који је недуго потом изнео тактичко-техничке захтеве за даљи развој возила војне полиције и Управе ОМЈ. Након успешно завршених испитивања прототипа „нулта серија" израђена је 1986. године под ознаком БОВ М-86. Ову прву серију карактерише уграђивање тешког митраљеза Браунинг M2HB од 12,7mm. Све остале касније серије имале су уграђене туреле са домаћим митраљезом М-86 7,62mm.
Посаду чине два члана као и укрцно одељење од 8 војника. Опремљен је са димним гранатама на бочним странама возила. Мотор Дајц F6L413F снаге 110 kW смештен је у задњем делу возила који, на спољном делу, има и метални степеник на који се могу укрцати 4 војника, за брзо искрцавање и подршку. Нека возила опремљена су и металном мрежом у предњем делу возила, за сузбијање нереда, при полицијским акцијама. Возило има укупно седам пушкарница, једну у предњем а по три на странама возила, кроз које се може дејствовати личним стрељачким наоружањем, за шта су постављени прорези за осматрање. На почетку 21. века БОВ М-86 се због ниске оклопне и противминске заштите, као и због мале ватрене моћи и недовољне заштите стрелца сматра застарелим. Након распада СФРЈ, БОВ М-86 се нашао у свим новим војскама.

## Модернизација
Како би се продужио век употребе и модернизовало самоходно противоклопно возило БОВ М-83 „ПОЛО" у Србији је Сектор за ракетно наоружање Војнотехничког института започео развојни пројекат противоклопних ракета на основу „Маљутке" које носе ознаку 2Ф, 2Т и 2Т5. Осим тога, ради се на развоју нове генерације противоклопне ракете „АЛАС" које се испаљују са нове модуларне универзалне лансирне платформе ЛРСВМ М-18 Огањ
У Србији се БОВ-3 сматра за перспективним возилом јер је одлучено да се модернизује. Планирано је да се постојећа борбено-оклопна возила (БОВ-3) са противавионским топом модернизују и пренамене у командно-извиђачко возило (КИВ). Према пројекту Војно-техничког института израђен је прототип Након испитивања, финализација је поверена ФАП-у из Прибоја, који је „нулту серију" испоручио 2020. године. Предвиђене су четири варијанте КИВ - командно возило команданта пешадијског батаљона, командно-извиђачко возило команданта артиљеријског дивизиона, командно-извиђачко возило командира артиљеријске батерије и извиђачко возило командира извиђачког одељења.
Једноставни конструкција возила БОВ породице омогућиле су модификацију од стране предузећа Југоимпорт у командно-извиђачка возила, у нове пројекте под ознаком М10 и М11, које је мањи број извезла у за Бангладеш, Кенију и Мјанмар. Такође, конверзија је извршена у пројекат М15.

## Борбена употреба
БОВ има дугу борбену употребу на простору бивше СФРЈ. Почетком првих нереда у Словенији и Хрватској јединице Војне полиције ЈНА су често користиле БОВ. БОВ се углавном користио као заштита конвоја и при повлачењу ЈНА. Такође су многи авиони ЈНА типа Ј-21 Јастреб оборени над Хрватском баш дејством хрватских самоходних ПВО топова БОВ-3. У Босни запажене су разне модификације попут постављања лансера НРЗ и монтирања јачих митраљеза на куполу. Многа оклопна возила БОВ су изгубљена углавном због оклопа који је био превише слаб на противоклопна средства која су се тада активно користила. БОВ је најмасовније коришћен у току сукоба на Косову од стране Војске Југославије и МУП-а Републике Србије. У комбинацијама са тенковима Т-55, борбеним возилима пешадије М-80А и уз подршку пешадије, БОВ (углавном у ПВО верзији БОВ-3) је коришћен за операције чишћења села од припадника ОВК.
Данас се БОВ у Војсци Србије користи у јединицама Војне полиције (БОВ М-86), затим при противоклопним четама механизованих батаљона (БОВ М-83) и као резерва у артиљеријско-ракетним дивизионима ПВО (БОВ-3). БОВ такође користе специјалне снаге за сузбијање нереда МУП-а Србије, Републике Српске, Федерације БиХ и Хрватске. БОВ користе и Словеначка и Хрватска војска у мировној мисији у Авганистану.

## Корисници
- Бангладеш - БОВ-М11
- Босна и Херцеговина - БОВ-1 М-83, БОВ-3, БОВ-М86
- Кенија - БОВ-М11
- Кипар - БОВ-М11
- Србија - БОВ-1 М-83, БОВ-3. БОВ-М86, БОВ М-11, БОВ-М15, БОВ-М16 Милош, БОВ-КИВ
- Хрватска - БОВ-1 М-83, БОВ-3, БОВ-М86
- Црна Гора - БОВ 1 М-83, БОВ-М86
- ВАБ